# Campionato del mondo di scacchi 1958
Il campionato del mondo di scacchi 1958 fu conteso tra Vasilij Smyslov, campione in carica, e Michail Botvinnik, e fu la "rivincita" per il campionato mondiale 1957: in questo infatti Smyslov aveva sconfitto l'allora campione Botvinnik, ma le regole FIDE permettevano al campione sconfitto un tentativo per ritornare in possesso per titolo. Botvinnik vinse il match.
Si svolse a Mosca tra il 4 marzo e il 9 maggio.

## Risultati
Il campionato mondiale si svolse al meglio delle 24 partite. Tuttavia, ne furono necessarie solo 23, in quanto Botvinnik raggiunse i 12,5 punti necessari con una partita di anticipo.
L'arbitro dell'incontro era il Grande maestro svedese Gideon Ståhlberg.
|                                       | 1 | 2 | 3 | 4 | 5 | 6 | 7 | 8 | 9 | 10 | 11 | 12 | 13 | 14 | 15 | 16 | 17 | 18 | 19 | 20 | 21 | 22 | 23 | 24 | Totale |
| ------------------------------------- | - | - | - | - | - | - | - | - | - | -- | -- | -- | -- | -- | -- | -- | -- | -- | -- | -- | -- | -- | -- | -- | ------ |
| Michail Botvinnik ( Unione Sovietica) | 1 | 1 | 1 | ½ | 0 | 1 | ½ | ½ | ½ | ½  | 0  | 1  | ½  | 1  | 0  | ½  | ½  | 1  | 0  | ½  | ½  | 0  | ½  | -  | 12½    |
| Vasilij Smyslov ( Unione Sovietica)   | 0 | 0 | 0 | ½ | 1 | 0 | ½ | ½ | ½ | ½  | 1  | 0  | ½  | 0  | 1  | ½  | ½  | 0  | 1  | ½  | ½  | 1  | ½  | -  | 10½    |